# 地中海渦蟲
地中海渦蟲（學名：Schmidtea mediterranea）又稱地中海圓頭渦蟲，是三腸目三角渦蟲科Schmidtea屬的一種渦蟲，分布於地中海西部地區的淡水水域，於1975年被描述發表。本種常在組織再生與幹細胞分化的研究中被用作模式生物。

## 生存環境
地中海渦蟲分布於南歐（加泰隆尼亞、梅諾卡島、馬約卡島、科西嘉、薩丁尼亞與西西里）以及北非突尼西亞等地的淡水水域，可生存於pH值6.9－8.9的淡水中，但對溫度的耐受度不高，攝氏25度以上的水溫即會對其族群造成影響。本種在11月至4月進行有性生殖，5月水溫升高時會失去生殖器官。

## 特徵
地中海渦蟲的任一組織幾乎都能在數天內再生成完整的個體，其體內具有許多多潛能的新母細胞可分化成各種組織。另外本種的基因組中具有未知的長末端重複序列（LTR），並缺乏了一些重要的基因，例如合成脂肪酸所需的基因，以及有絲分裂纺锤体组装检查点（SAC）所需的MAD1與MAD2基因。
有研究分析實驗室使用的地中海渦蟲之转录组，發現此渦蟲的可被一新種網巢病毒感染，並將此病毒命名為渦蟲分泌細胞網巢病毒（PSCNV），其基因組長41,103nt，為目前已知的RNA病毒中基因組最大者。